# Bryan Bertino
Bryan Michael Bertino, född 17 oktober 1977 i Crowley i Texas, är en amerikansk filmregissör, filmproducent, och manusförfattare. Han är mest känd för att vara regissör och manusförfattare för den psykologiska skräckslashern The Strangers, som hade biopremiär år 2008. Han har också skrivit manus till uppföljaren The Strangers: Prey at Night, tillsammans med Ben Ketai.

## Bakgrund och utbildning
Bertino föddes i staden Crowley i Texas. Han studerade filmkonst på University of Texas at Austin. Han flyttade sedan till Los Angeles, där han började arbeta som gaffer, samtidigt som han skrev manus under sin fritid.

## Karriär
Bertino skickade in The Strangers för ett Nicholl Fellowship med Amerikanska filmakademien, som tog sig hela vägen till kvartsfinal och han fick ett möte tillsammans med produktionsbolaget Vertigo Entertainment. Bertino slutade på sitt dåvarande jobb några dagar innan hans The Strangers-manus blev sålt till Universal Studios.
Mark Romanek var från början intresserad att regissera The Strangers, men krävde då att få en budget på 40 miljoner dollar. Efter att ha haft ett samtal med Andrew Rona på Rogue Pictures, stod det sedan klart att Bertino skulle regissera filmen, trots att han hade liten regierfarenhet.

## Filmografi (i urval)
- 2008 – The Strangers
- 2014 – Mockingbird
- 2015 – The Blackcoat's Daughter
- 2016 – The Monster
- 2017 – Stephanie
- 2017 – He's Out There
- 2018 – The Strangers: Prey at Night